# Ermita de San Gregorio (Adzaneta)

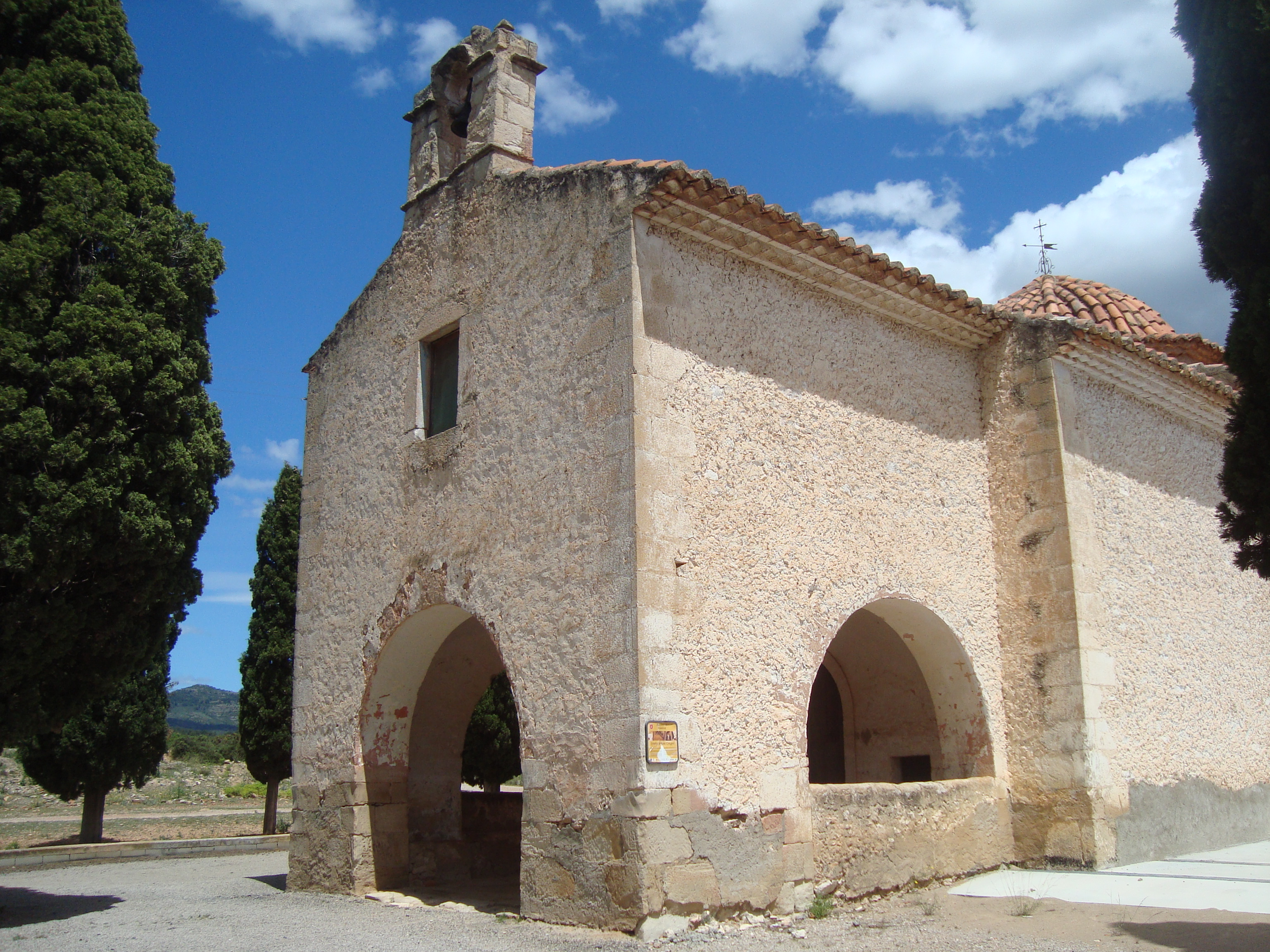
Vista lateral

La ermita de San Gregorio de Adzaneta, en la comarca del Alto Maestrazgo, provincia de Castellón, es un edificio religioso que se encuentra a un quilómetro de la población de Adzaneta, junto a la carretera CV-165 dirección de La Torre de En Besora, aproximadamente en el quilómetro 25.
Está reconocida como Bien de Relevancia Local según la Disposición Adicional Quinta de la Ley 5/2007, de 9 de febrero, de la Generalidad Valenciana, de modificación de la Ley 4/1998, de 11 de junio, del Patrimonio Cultural Valenciano (DOCV Núm. 5.449 / 13/02/2007), presentando como código identificador el 12.04.001-002.

## Descripción histórico-artística
La Ermita de San Gregorio data del siglo XVIII, iniciándose su construcción en 1714 y concluyéndose en el año 1723, tal y como queda inscrito en las paredes de la sacristía. Se construyó siguiendo las pautas del estilo barroco.
Es una ermita de grandes dimensiones, de fábrica de mampostería y sillares que se construyó por decisión eclesiástica pensando que con ello conseguirían proteger a la villa de las plagas de parásitos que solían sufrir las viñas de la zona.
Se levantó utilizando uno de los muros del cementerio como pared medianera con la ermita, y presenta un atrio de entrada porticado con tres arcos de medio punto, en cada uno de los tres lados, y sobre él en el interior de la ermita se ubica el coro. Encima del arco central se abre una ventana que sirve para dar iluminación al coro, y se termina con una espadaña , decorada con bolas y donde se ubica una única campana fundida en 1854.
Es un edificio de una sola nave, y capillas, con cubierta de teja a dos aguas.
Respecto a su interior, destaca el pavimento que data del siglo XIX y La bóveda de cañón que presenta dos arcos apoyados en sendas pilastras divisorias del espacio interior en dos tramos y presbiterio. Aunque es de nave única presenta prolongaciones laterales y un trasaltar, que linda con el cementerio contiguo. Pueden destacarse también la pila de agua bendita datada en 1919, así como la presencia de un púlpito.
El altar mayor es rico en dorados y en él destaca la imagen de San Gregorio que se enmarca en un retablo de madera tallado por Francisco Soria, y sufragado por Melchor Rovira. Existían antaño unas tablas con imágenes de Santa Ana, la Virgen con el Niño y el Calvario, conocidas como “d’Artesa”, ya desaparecidas.
Cabe señalar también las pinturas del techo del altar mayor, en las que se ve al santo conjurando a las plagas del campo.

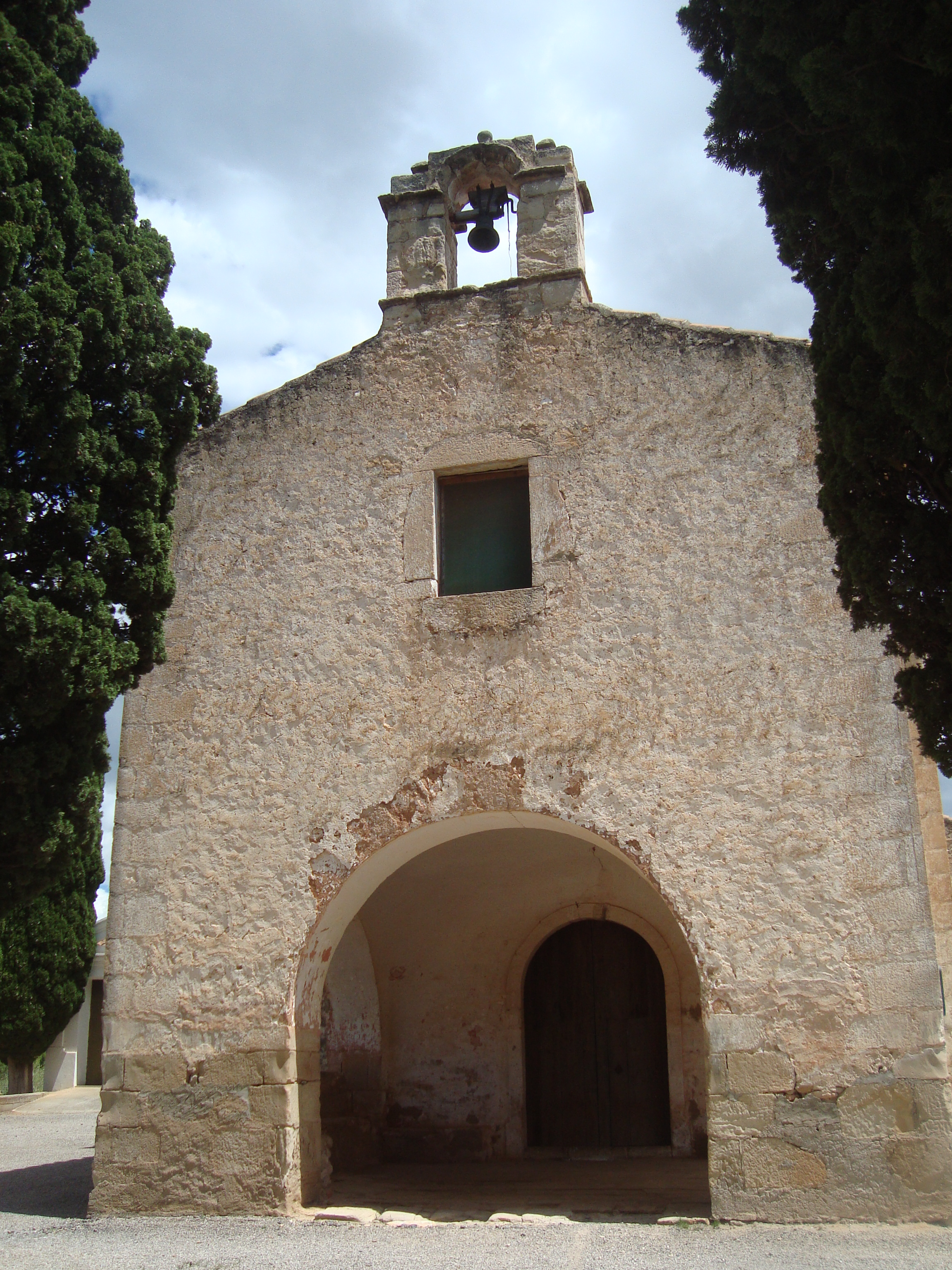
Ermita de Sant Gregori (Atzeneta del Maestrat).